# Protodasycerus
Protodasycerus – wymarły rodzaj chrząszczy z rodziny kusakowatych. Obejmuje tylko jeden opisany gatunek, Protodasycerus aenigmaticus. Żył w kredzie na terenie współczesnej Mjanmy.

## Taksonomia
Rodzaj i gatunek typowy opisane zostały po raz pierwszy w 2016 roku przez Shuheia Yamamoto na łamach „Cretaceous Research”. Opisu dokonano na podstawie inkluzji w bursztynie birmańskim, odnalezionej w dolinie Hukawng, w okolicy Noije Bum w gminie Tanai i dystrykcie Myitkyina na terenie birmańskiego stanu Kaczin. Skamieniałość datowana jest na wczesny cenoman. Nazwa rodzajowa to połączenie greckiego „protos” i nazwy Dasycerus, natomiast epitet gatunkowy oznacza po łacinie „zagadkowy”.

## Morfologia
Chrząszcz o podługowato-owalnym, zwartym ciele długości 1,1 mm, ubarwionym czarniawobrązowo z brązowymi narządami gębowymi i odnóżami. Prawie tak szeroka jak długa, prognatyczna głowa miała obręczowato przewężoną szyję, dwie bruzdki i dwa dołki na ciemieniu, rozpłaszczoną część przedoczną, duże, półkuliste, silnie wyłupiaste oczy złożone, niskie wzgórki czułkowe i nadskroniowe, głaszczki szczękowe o dość zaostrzonym i dłuższym od poprzedniego członie wierzchołkowym oraz długie i bardzo cienkie czułki zbudowane z 11 członów, z których trzy ostatnie formowały luźną buławkę; pozbawiona była przyoczek i bruzd czułkowych. Lekko poprzeczne, nieco szersze od głowy przedplecze miało szerokie guzy, dwie pary wcisków pośrodku, wypukłą krawędź przednią, najpierw ukośne, a w tylnych ⅔ rozszerzone krawędzie boczne oraz dwufalistą krawędź tylną. Niewielka tarczka była prawie trójkątna, tak szeroka jak długa.  Podługowato-owalne pokrywy miały grubo ząbkowane brzegi, ukośnie ścięte krawędzie tylne i nakrywały odwłok po środek piątego tergitu. Na każdej znajdowało się 10 pełnych rzędów punktów, brak zaś było guzów czy żeberek. Tylne skrzydła były w pełni wykształcone. Zapiersie było lekko poprzeczne, trapezowate. Przednie biodra były poprzeczne stykały się ze sobą, środkowe były wąsko odseparowane, a tylne małe i stykały się ze sobą. Długie i bardzo cienkie odnóża miały maczugowate uda oraz trójczłonowe stopy o niezmodyfikowanych pazurkach. Na spodzie szerokiego odwłoka widocznych było sześć sternitów.